# Challenger de Almaty
El Almaty Challenger es un torneo profesional de tenis. Pertenece al ATP Challenger Series. Se juega desde el año 2017 sobre pistas de tierra batida, en Almaty, Kazajistán.

## Palmarés

### Individuales
| Año      | Campeón          | Finalista                  | Resultado           |
| -------- | ---------------- | -------------------------- | ------------------- |
| 2017     | Filip Krajinović | Laslo Djere                | 6–0, 6–3            |
| 2018 (1) | Jurij Rodionov   | Peđa Krstin                | 7–5, 6–2            |
| 2018 (2) | Denis Istomin    | Nikola Milojević           | 6–7(4), 7–6(5), 6–2 |
| 2019     | Lorenzo Giustino | Federico Coria             | 6–4, 6–4            |
| 2020     | No Celebrado     | No Celebrado               | No Celebrado        |
| 2021 (1) | Zizou Bergs      | Timofey Skatov             | 4–6, 6–3, 6–2       |
| 2021 (2) | Jesper de Jong   | Marcelo Tomás Barrios Vera | 6–1, 6–2            |

### Dobles
| Año      | Campeones                             | Finalistas                                | Resultado           |
| -------- | ------------------------------------- | ----------------------------------------- | ------------------- |
| 2017     | Timur Khabibulin Aleksandr Nedoviésov | Iván Gájov Nino Serdarušić                | 1–6, 6–3, [10–3]    |
| 2018 (1) | Kevin Krawietz Andreas Mies           | Laurynas Grigelis Vladyslav Manafov       | 6–2, 7–6(2)         |
| 2018 (2) | Zdeněk Kolář Lukáš Rosol              | Evgeny Karlovskiy Timur Khabibulin        | 6–3, 6–1            |
| 2019     | Andrej Martin Hans Podlipnik Castillo | Gonçalo Oliveira Andrei Vasilevski        | 7–6(4), 3–6, [10–8] |
| 2020     | No Celebrado                          | No Celebrado                              | No Celebrado        |
| 2021 (1) | Jesper de Jong Vitaliy Sachko         | Vladyslav Manafov Evgenii Tiurnev         | 7–6(4), 6–1         |
| 2021 (2) | Vladyslav Manafov Vitaliy Sachko      | Corentin Denolly Adrián Menéndez Maceiras | 6–1, 6–4            |